# Siagri (cònsol 381)
Flavi Siagri va ser el cònsol durant l'any 381 amb Flavi Euqueri com a col·lega seu.